# Canton de Behren-lès-Forbach
Le canton de Behren-lès-Forbach est un ancien canton français situé dans le département de la Moselle et la région Lorraine.

## Géographie
Ce canton était organisé autour de Behren-lès-Forbach dans l'arrondissement de Forbach. Son altitude varie de 197 m (Morsbach) à 387 m (Œting) pour une altitude moyenne de 286 m.

## Histoire
Le canton est créé par décret du 24 décembre 1984 réorganisant les cantons de Forbach-I et Forbach-II en trois cantons (Forbach, Stiring-Wendel et Behren-lès-Forbach).
Par décret du 18 février 2014, le nombre de cantons du département est divisé par deux, avec mise en application aux élections départementales de mars 2015. Le canton de Behren-lès-Forbach est supprimé par ce décret.

## Langue
D'après un recensement de 1962, le canton comptait 60 à 80 % de locuteurs du francique lorrain. Après cette date, les recensements de l'INSEE ont arrêté de poser la question de la langue maternelle au citoyen enquêté.

## Représentation
| Période | Période | Identité            | Étiquette | Qualité                                                                                |
| ------- | ------- | ------------------- | --------- | -------------------------------------------------------------------------------------- |
| 1985    | 1988    | Charles Stirnweiss  | app. UDF  | Maire de Forbach (1995-2008), ancien conseiller général du canton de Forbach           |
| 1988    | 2008    | Paul Bladt          | PS        | Ajusteur Député (1981-1986) Maire de Cocheren (1977-2001)                              |
| 2008    | 2015    | Jean-Bernard Martin | PS        | Chef de section principal des travaux publics de l'État, maire de Cocheren depuis 2001 |

## Composition
Le canton de Behren-lès-Forbach regroupait 13 communes et comptait 28 548 habitants (recensement de 1999 sans doubles comptes).
| Communes                 | Population (2012) | Code postal | Code Insee |
| ------------------------ | ----------------- | ----------- | ---------- |
| Behren-lès-Forbach       | 10 073            | 57460       | 57058      |
| Bousbach                 | 950               | 57460       | 57101      |
| Cocheren                 | 3 293             | 57800       | 57144      |
| Diebling                 | 1 629             | 57980       | 57176      |
| Farschviller             | 1 378             | 57450       | 57208      |
| Folkling                 | 1 386             | 57600       | 57222      |
| Metzing                  | 536               | 57980       | 57466      |
| Morsbach                 | 2 449             | 57600       | 57484      |
| Nousseviller-Saint-Nabor | 949               | 57990       | 57514      |
| Œting                    | 1 865             | 57600       | 57521      |
| Rosbruck                 | 912               | 57800       | 57596      |
| Tenteling                | 996               | 57980       | 57665      |
| Théding                  | 2 132             | 57450       | 57669      |

## Démographie
| 1962   | 1968   | 1975   | 1982   | 1990   | 1999   | 2009 |
| ------ | ------ | ------ | ------ | ------ | ------ | ---- |
| 25 370 | 28 691 | 28 651 | 28 568 | 28 637 | 28 548 | -    |